# Glenn Ficarra
Glenn Ficarra (Amerikai Egyesült Államok, 1971 –) amerikai filmrendező, forgatókönyvíró és producer.
Rendezőtársával, John Requával közösen olyan filmek rendezésében (és alkalmanként a forgatókönyv megírásában) vett részt, mint a Szeretlek, Phillip Morris (2009), az Őrült, dilis, szerelem (2011), a Focus – A látszat csal (2015) és az Afganisztáni víg napjaim (2016).

## Fiatalkora
A New Jersey állambeli Matawanban nőtt fel. Requát a New York-i Pratt Institute magánegyetemen ismerte meg, ahol mindketten filmes tanulmányokat folytattak.

## Filmográfia

### Film
| Év   | Magyar cím                | Eredeti cím               | Feladatkör | Feladatkör | Feladatkör |
| Év   | Magyar cím                | Eredeti cím               | Rendező    | Író        | Producer   |
| ---- | ------------------------- | ------------------------- | ---------- | ---------- | ---------- |
| 2001 | Kutyák és macskák         | Cats & Dogs               | Nem        | Igen       | Koproducer |
| 2003 | Tapló télapó              | Bad Santa                 | Nem        | Igen       | Nem        |
| 2005 | Gáz van, jövünk!          | Bad News Bears            | Nem        | Igen       | Nem        |
| 2009 | Szeretlek, Phillip Morris | I Love You Phillip Morris | Igen       | Igen       | Nem        |
| 2011 | Őrült, dilis, szerelem    | Crazy, Stupid, Love       | Igen       | Nem        | Nem        |
| 2015 | Focus – A látszat csal    | Focus                     | Igen       | Igen       | Nem        |
| 2016 | Afganisztáni víg napjaim  | Whiskey Tango Foxtrot     | Igen       | Nem        | Nem        |
| 2016 | Gólyák                    | Storks                    | Nem        | Nem        | Vezető     |
| 2018 | Apróláb                   | Smallfoot                 | Nem        | Sztori     | Igen       |
| 2021 | Dzsungeltúra              | Jungle Cruise             | Nem        | Igen       | Nem        |
| 2022 | DC Szuperállatok Ligája   | DC's League of Super-Pets | Nem        | Nem        | Vezető     |

### Televízió
| Év        | Magyar cím          | Eredeti cím          | Feladatkör | Feladatkör | Feladatkör      | Megjegyzések                |
| Év        | Magyar cím          | Eredeti cím          | Rendező    | Író        | Vezető producer | Megjegyzések                |
| --------- | ------------------- | -------------------- | ---------- | ---------- | --------------- | --------------------------- |
| 1998      | A Thornberry család | The Wild Thornberrys | Nem        | Igen       | Nem             | 1 epizód                    |
| 1998–2000 | Hódító hódok        | The Angry Beavers    | Nem        | Igen       | Nem             | 16 epizód                   |
| 2013–2014 |                     | Back in the Game     | 1 epizód   | 1 epizód   | Igen            | vezető producer (13 epizód) |
| 2015–2018 |                     | Patriot              | Nem        | Nem        | Igen            | 13 epizód                   |
| 2016–2021 | Rólunk szól         | This is Us           | 7 epizód   | Nem        | Igen            | vezető producer (88 epizód) |
| 2020      | Next – A kód        | NeXt                 | 2 epizód   | Nem        | Igen            | vezető producer (10 epizód) |
| 2022      | WeCrashed           | WeCrashed            | Igen       | Nem        | Igen            |                             |
| 2023      | Rabbit Hole         | Rabbit Hole          | Igen       | Igen       | Igen            |                             |

## Fordítás
- Ez a szócikk részben vagy egészben  a   Glenn Ficarra című angol Wikipédia-szócikk ezen változatának fordításán alapul.  Az eredeti cikk szerkesztőit annak laptörténete sorolja fel. Ez a jelzés csupán a megfogalmazás eredetét és a szerzői jogokat jelzi, nem szolgál a cikkben szereplő információk forrásmegjelöléseként.